# La birou
La birou (în engleză The Office) este un serial american de televiziune din genul sitcom creat de Greg Daniels. Acesta a avut premiera la 24 martie 2005 și ultimul episod a fost difuzat la 16 mai 2013, ajungând la un total de nouă sezoane (204 de episoade). Serialul urmărește viața angajaților de la firma fictivă de produse de papetărie Dunder Mifflin din Scranton, Pennsylvania. Este filmat în stilul unui  documentar la fel ca serialul britanic original creat de Ricky Gervais și Stephen Merchant.

## Producție
Versiunea americană a serialului The Office este bazată după sitcomul britanic cu același nume, creat de Ricky Gervais și Stephen Merchant. Episodul pilot al versiunii americane este de fapt un remake aproape identic al primului episod din serialul britanic The Office, care include doar câteva modificări minore. Primul actor ales pentru versiunea americană a fost B.J. Novak, după ce Greg Daniels a participat la unul dintre spectacolele lui de stand-up. B.J. Novak are și rol de producător executiv și scenarist, alături de alți actori din cast-ul serialului, precum Paul Lieberstein (Toby Flenderson) și Mindy Kailing (Kelly Kapoor).

## Distribuție
- Steve Carell ca Michael Scott
- Rainn Wilson ca Dwight Schrute
- John Krasinski ca Jim Halpert
- Jenna Fischer ca Pam Beesly
- B. J. Novak ca Ryan Howard

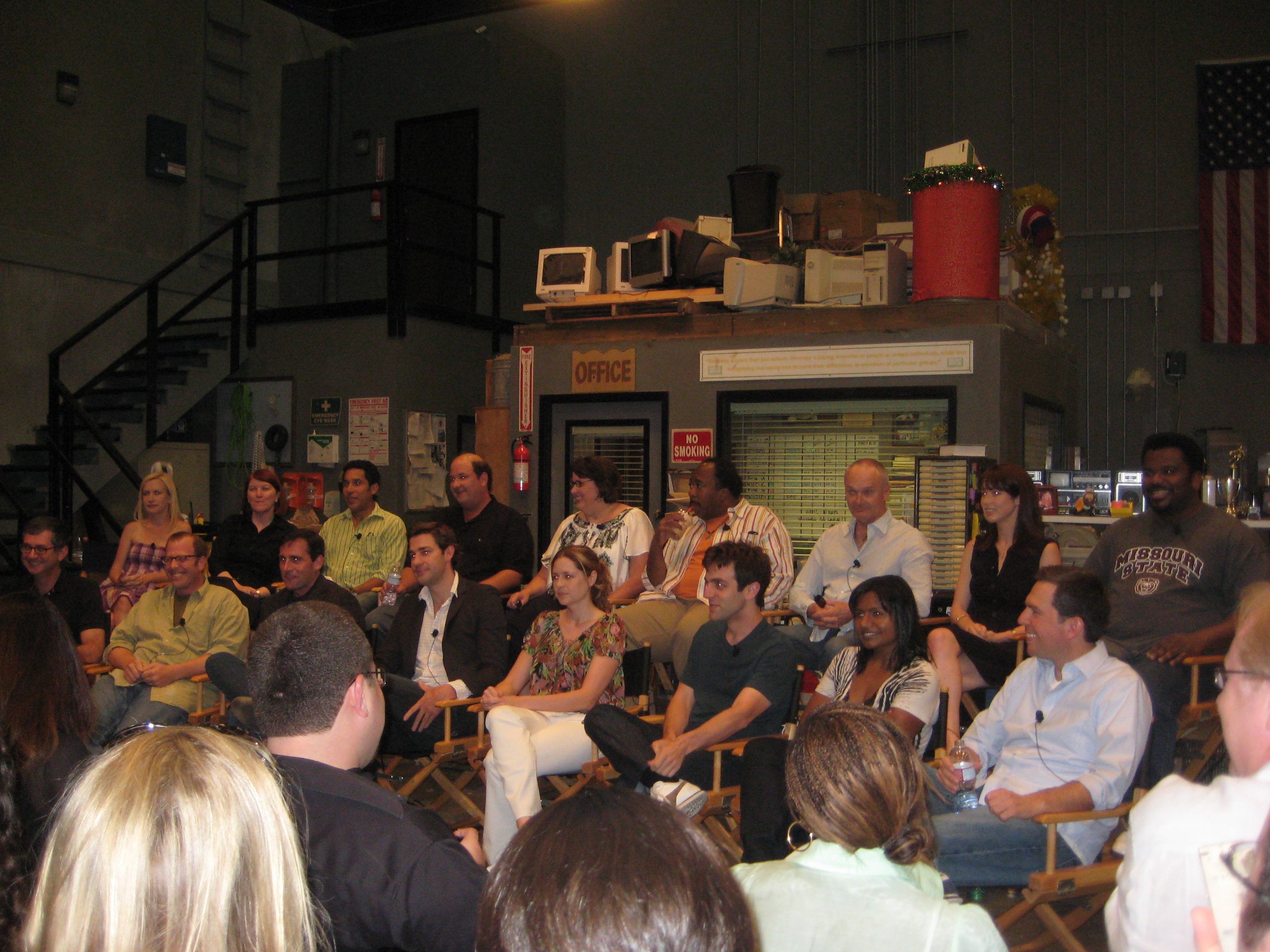
Distribuția serialului în august 2009

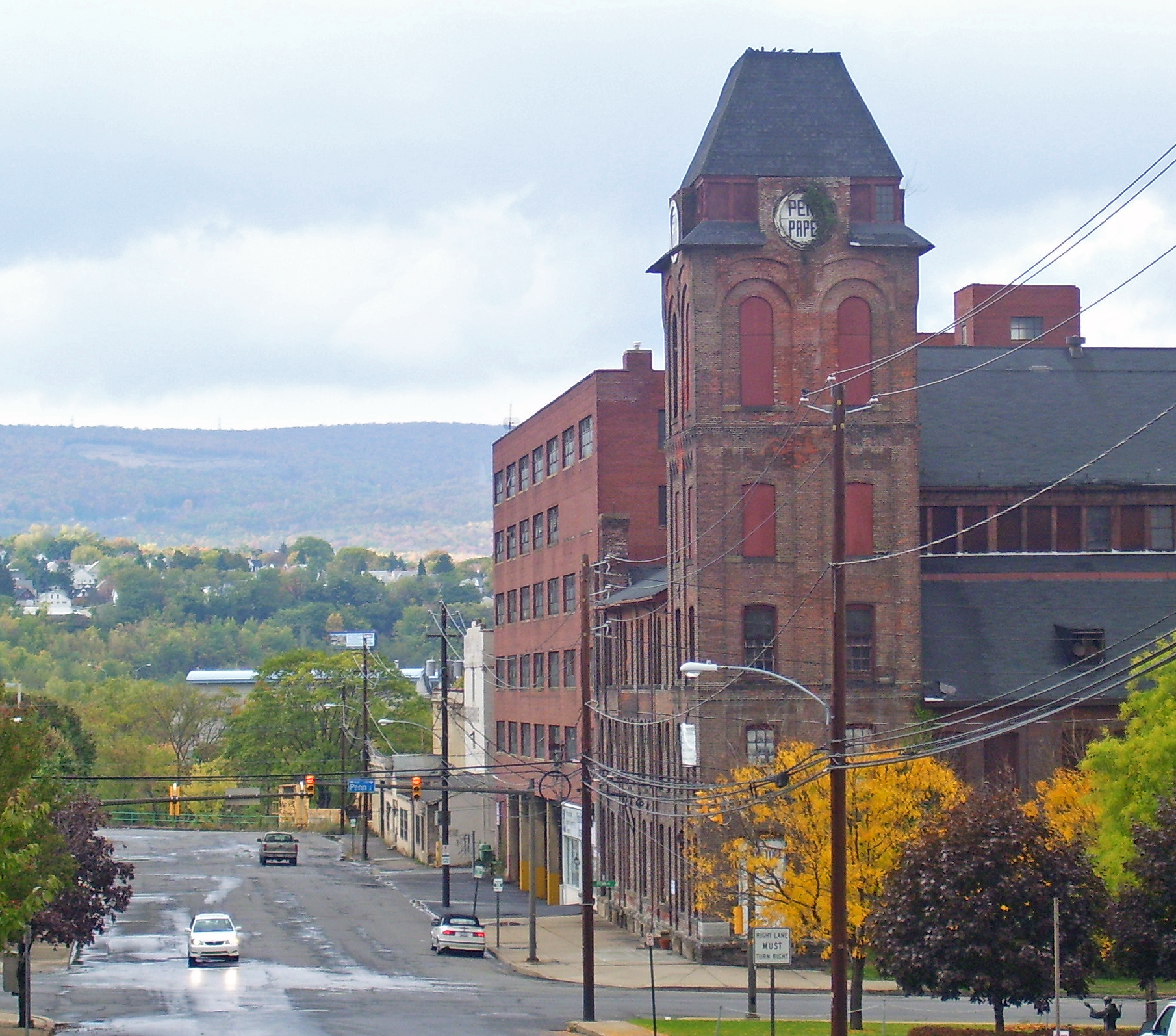
Clădirea Pennsylvania Paper & Supply Company din Scranton, PA, SUA, cu turnul distinctiv văzut în secvența de deschidere a versiunii americane The Office. Această clădire a fost deținută anterior de Dickson Manufacturing Company.

- Leslie David Baker ca Stanley Hudson
- Brian Baumgartner - Kevin Malone
- Kate Flannery  ca Meredith Palmer
- Angela Kinsey  ca Angela Martin
- Oscar Nunez ca Oscar Martinez
- Phyllis Smith  ca Phyllis Vance
- David Denman ca Roy Anderson
- Melora Hardin ca Jan Levinson
- Paul Lieberstein ca  Toby Flenderson
- Mindy Kaling - Kelly Kapoor
- Ed Helms ca Andy Bernard
- Creed Bratton - Creed Bratton
- Craig Robinson ca Darryl Philbin
- Ellie Kemper ca Erin Hannon
- Zach Woods ca Gabe Lewis
- Amy Ryan  ca Holly Flax
- James Spader ca Robert California
- Catherine Tate  ca Nellie Bertram
- Clark Duke - Clark Green
- Jake Lacy ca Pete Miller

## Prezentare generală
| Sezonul | Sezonul | Episoade | Episoade | Premiera TV        | Premiera TV       |
| Sezonul | Sezonul | Episoade | Episoade | Prima transmisie   | Ultima transmisie |
| ------- | ------- | -------- | -------- | ------------------ | ----------------- |
|         | 1       | 6        | 6        | 24 martie 2005     | 26 aprilie 2005   |
|         | 2       | 22       | 22       | 20 septembrie 2005 | 11 mai 2006       |
|         | 3       | 25       | 25       | 21 septembrie 2006 | 17 mai 2007       |
|         | 4       | 19       | 19       | 27 septembrie 2007 | 15 mai 2008       |
|         | 5       | 28       | 28       | 25 septembrie 2008 | 14 mai 2009       |
|         | 6       | 26       | 26       | 17 septembrie 2009 | 20 mai 2010       |
|         | 7       | 26       | 26       | 23 septembrie 2010 | 19 mai 2011       |
|         | 8       | 24       | 24       | 22 septembrie 2011 | 10 mai 2012       |
|         | 9       | 25       | 25       | 20 septembrie 2012 | 16 mai 2013       |